# Tympanota arfakensis
Tympanota arfakensis är en fjärilsart som beskrevs av James John Joicey och Talbot 1917. Tympanota arfakensis ingår i släktet Tympanota och familjen mätare. Inga underarter finns listade i Catalogue of Life.